# Puntius titteya
Puntius titteya (in het Nederlands Sherrybarbeel genoemd) is een straalvinnige vissensoort uit de familie van de eigenlijke karpers (Cyprinidae). De wetenschappelijke naam van de soort is voor het eerst geldig gepubliceerd in 1929 door Paules Edward Pieris Deraniyagala.
De Nederlandse naam Sherrybarbeel is zeer waarschijnlijk een vertaalfout uit het Engels, waar de vis cherry barb (letterlijk kersenbarbeel) heet. Deze Engelse naam refereert aan de rode kleur die de mannetjes krijgen. De vis is een populaire aquariumvis

## Oorsprong
Puntius titteya komt van nature voor in Sri Lanka, maar inmiddels zijn er ook populaties uitgezet in Mexico en Columbia. De Puntius titteya komt voor in beschaduwde, ondiepe en rustige wateren met geen of lichte stroming. 

## Beschrijving
De Puntius titteya is een langgerekte vis met een relatief samengedrukt lichaam. De vis wordt ongeveer 5 cm lang. De mannetjes worden oranjerood, de vrouwtjes hebben minder kleur. 

## In het aquarium
Meestal wordt de vis in gezelschapsaquaria gehouden. De Puntius Titteya is een scholenvis die het beste in gezelschap van ten minste 5 soortgenoten worden gehouden. Ondanks dat aanwezigheid van soortgenoten noodzakelijk is, zwemt de vis in vergelijking met andere scholenvissen minder in scholen. Omdat de mannetjes veel achter de vrouwtjes aanjagen, wordt geadviseerd om meer vrouwtjes dan mannetjes te nemen. De vis wordt gemiddeld vier jaar oud, met een maximum van ongeveer 7 jaar. De vis prefereert een aquarium met veel planten, maar ook open zwemruimte.

## Voortplanting
Bij het paren zwemt het mannetje vlak achter het vrouwtje, om rivaliserende mannetjes weg te houden. Het vrouwtje legt gemiddeld 200 tot 300 eieren. De ouders eten de eieren op als ze de kans krijgen. De jongen komen na 1 of 2 dagen uit, en zwemmen enkele dagen later. Na zo'n 5 weken zijn de jongen ongeveer 1 cm groot en herkenbaar als Puntius titteya.